# Ella Rae Peck
Ella Rae Peck (* 8. September 1990 in Minneapolis, Minnesota) ist eine US-amerikanische Schauspielerin. 2012 spielte sie die Rolle der Lola Rhodes in Gossip Girl.

## Leben
Peck wurde in Minneapolis, Minnesota geboren und ging in New York City zur Schule.
Nach dem Kurzfilm Lilly in the Woods im Jahr 2006 erschien Peck 2007 in dem Independent-Film Freezer Burn. Im selben Jahr verkörperte sie Honor Caldwell in dem Pilotfilm Dear Harvard. Für diese Rolle wurde sie beim New York Television Festival als Beste Schauspielerin ausgezeichnet.
Sie spielte Gastrollen in verschiedenen Fernsehserien wie Without a Trace – Spurlos verschwunden, Law & Order, Good Wife und Blue Bloods – Crime Scene New York. Danach spielte sie in den Filmen God Don't Make the Laws und Young Adult mit.
Im Januar 2012 war sie erstmals in der wiederkehrenden Rolle der Lola Rhodes, Serena Van der Woodsens Cousine, in Gossip Girl zu sehen.

## Filmografie (Auswahl)
- 2006: Lilly in the Woods
- 2007: Freezer Burn
- 2007: Dear Harward
- 2008: Without a Trace – Spurlos verschwunden (Without a Trace, Fernsehserie, Episode 7x07)
- 2010: Law & Order (Fernsehserie)
- 2010: Good Wife (The Good Wife, Fernsehserie, Episode 1x18)
- 2010: Blue Bloods – Crime Scene New York (Blue Bloods, Fernsehserie, Episode 1x06)
- 2011: God Don’t Make the Laws
- 2011: Young Adult
- 2012: Die Hochzeit unserer dicksten Freundin (Bachelorette)
- 2012: Gossip Girl (Fernsehserie, 15 Episoden)
- 2012: The Exhibitionists
- 2012: The Apocalypse
- 2013: Deception (Fernsehserie, 11 Episoden)
- 2013: The Call – Leg nicht auf! (The Call)
- 2013: Welcome to the Family (Fernsehserie, 12 Episoden)
- 2014: Believe (Fernsehserie, 3 Episoden)
- 2014: Hysteria (Fernsehserie, Episode 1x01)
- 2016: Long Nights Short Mornings
- 2016: Feed the Beast (Fernsehserie, 8 Episoden)
- 2018: The Looming Tower (Fernsehserie, 10 Episoden)
- 2018: Pike County (Kurzfilm)
- 2019: God Friended Me (Fernsehserie, Episode 1x15)
- 2019: Tuscaloosa
- 2020: The Sinner (Fernsehserie, 2 Episoden)
- 2022: Leon's Fantasy Cut
- 2023: Blackout
- 2023: Crumb Catcher